# جکی آیدو
جکی آیدو  (به انگلیسی: Jacky Ido) (زاده ۱۴ مهٔ ۱۹۷۷)، بازیگر بورکینافاسویی -فرانسوی است.
از فیلم‌های معروف او می‌توان به بازی در فیلم حرامزاده‌های لعنتی اشاره کرد.